# الدفاع الجوي الملكي السعودي
قُوّات الدِفَّاع الجوّي المَلكِيَّ السُّعُوديَّ هي فرع خدمة الدفاع الجوي للقوات المسلحة الملكية وواحدة من أركان الحرب العامة النِظامية بوزارة الدفاع السعودية. وهي القوة العسكرية المعنية بتأمين الحماية التامة لأجواء المملكة العربية السعودية، بالاشتراك مع القوات الجوية الملكية، وذلك باستخدام أرقى ما توصلت إليه التقنية الحديثة من الوسائل القادرة على إزالة خطر الطائرات المهاجمة والصواريخ المعادية عن كافة المناطق الحيوية والنقاط الحساسة التي تمثل مصادر الثروة ومختلف مراكز الإنتاج في البلاد. وتعد أنظمة قوات الدفاع الجوي السعودي من أعقد أنظمة الدفاع الجوي في منطقة الشرق الأوسط والعالم الإسلامي.

## التاريخ
بعد تعيين الأمير سلطان بن عبدالعزيز وزيراً للدفاع والطيران عام 1962، بدأ في تنفيذ خطة تطويرية طموحة وعاجلة للدفاع الجوي الشامل، استجابة لحجم وطبيعة التهديدات التي كانت تواجهها المملكة آنذاك؛ وإزاء كل ذلك قرر الأمير الشروع في تنفيذ برنامج عملي لحماية أجواء البلاد، يتكون من منظومة متطورة من الرادارات ووسائل الاتصال والقيادة والسيطرة الحديثة، ومزيج من الطائرات الاعتراضية والقذائف الصاروخية المضادة للطائرات، ومن ثم تقرر فصل الدفاع الجوي عن سلاح المدفعية وأصبح سلاحاً مستقلاً، بعد أن اتسعت تشكيلاته وزادت مهامه حيث كان تسليحه آنذاك مدفعية مضادة للطائرات من عيار 30 مم، 40 مم، 90 مم، و120 مم.
من هنا بدأت السعودية في دراسة أنظمة الدفاع الجوي، كالمدفعية المضادة للطائرات الحديثة والقذائف الصاروخية والرادارات. وبدأت القوات الجوية الملكية السعودية دراسة وتقييم المقاتلات الإعتراضية الحديثة، وأوفد عدداً من القادة لكل من الولايات المتحدة والمملكة المتحدة وفرنسا لتقييم الطائرات الاعتراضية. وفي عام 1965 قررت السعودية البدء في تطوير الدفاع الجوي من خلال مشروع الدفاع الجوي الشامل بالتعاون مع الولايات المتحدة والمملكة المتحدة، وكانت العناصر الرئيسة في ذلك المشروع المحوري للتطوير خلال مرحلة الستينات الميلادية.
شراء عدد 46 طائرة اعتراضية من نوع إنجلش إلكتريك لايتنينغ من الإصدار F-53، و12 طائرة هوكر هنتر، و8 طائرات إنجلش إلكتريك لايتنينغ من الإصدار T-55 المخصصة للتدريب، و2 هوكر هنتر من الإصدار T-66 المخصصة للتدريب، و25 طائرة تدريب وهجوم أرضي من نوع باك سترايك ماستر من الإصدار MK-80، و8 طائرات من نوع سيسنا 172، و6 منظومات صاروخية من نوع ثندربرد مع نظامها الراداري ووحدة السيطرة وتوجيه الصواريخ بالإضافة إلى 97 صاروخ. وشراء نظام اتصالات وسيطرة لاسلكي حديث وآمن، يستخدم التقنيات الحديثة، وشراء 5 أنظمة إنذار مبكر تتكون من 5 محطات رادارية إنذارية متصلة بوحدة مراقبة، وعدد 27 رادار تكتيكي متحرك. واشترت السعودية من الولايات المتحدة 10 طائرات مقاتلة إضافية من نوع إف-86 سابر، و10 طائرات تدريب من نوع لوكهيد تي-33، و3 طائرات من نوع سيسنا 310، و10 منظومات صاروخية من نوع إم آي إم-23 هوك بالإضافة إلى 400 صاروخ للمنظومة، و400 صاروخ محمول مضاد للطائرات من نوع ريد أي، و76 مدفع مضاد للطائرات ذاتي الحركة من نوع إم-42 داستر. ومن خلال هذا المشروع الذي يعتبر في ذاك الوقت مشروع شبكة دفاع جوي شاملة بالغة التطور والتعقيد، أصبح الدفاع الجوي السعودي من ضمن أقوى شبكات الدفاع في المنطقة.
أدت الانتهاكات الإسرائيلية لأجواء السعودية إبان حرب 1967 وتعرّض المدن والقرى الحدودية الشمالية للخطر المحتمل، إلى تعزيز القدرات الدفاعية بشمال السعودية وأدت إلى تحفيز الحكومة السعودية لتطوير مفهوم الدفاع الجوي الشامل، خاصة أن منطقة الشرق الأوسط تشهد صراعات وسباقاً للتسلح بالمقاتلات النفاثة، وكذلك ظهور القذائف الصاروخية المضادة للطائرات كسلاح المستقبل في مجال الدفاع الجوي. فقررت الحكومة السعودية تطوير شبكة الدفاع الجوي بشراء أحدث ماتوصل إليه العالم آنذاك من مقاتلات حديثة وقذائف صاروخية حديثة ورادارات ومنظومات اتصال وقيادة وسيطرة، وتم الشروع في تطوير الدفاع الجوي بالتعاون مع المملكة المتحدة والولايات المتحدة وفرنسا وسويسرا، وكانت الأسلحة الرئيسة للتطوير في مرحلة السبعينات كما يلي:
- إشترت السعودية في عام 1971 10 طائرات من نوع إف-5 بي، و94 مقاتلة من نوع إف-5 النمر-2، و 8 مقاتلات من نوع إنجلش إلكتريك لايتنينغ.
- في 1972 قامت السعودية بشراء 8 طائرات للتزود بالوقود جواً لوكهيد مارتن كيه سي-130 لتعزيز قدرات ديمومة بقاء المقاتلات في الجو، وإشترت من فرنسا 32 مقاتلة من نوع داسو ميراج 5 ولكن أهدتها السعودية مع 100 صاروخ جو – جو من نوع أر.530 لجمهورية مصر وتم التعويض عنها بزيادة أعداد مقاتلات إف-15 إيغل سي، و150 صاروخ جو-جو من نوع فاير ستريك، و150 صاروخ جو جو من نوع ريد توب.
- في عام 1974 قامت السعودية بشراء 400 صاروخ جو – جو من نوع إيه.آي.إم-9 سايد وايندر للتسليح مقاتلات إف-5، و440 صاروخ جو-جو من نوع أر550 ماجيك لتسليح مقاتلات إف-15 إيغل.
- في عام 1975 قامت السعودية بشراء 190 صاروخ محمول بالكتف من نوع ريد أي، و20 منظومة من نوع كروتال بالإضافة إلى 300 صاروخ من نوع أر440 للمنظومة، و10 طائرات من نوع باك سترايك ماستر، و128 مدفع مضاد للطائرات سويسري من نوع GDF 35mm.
- في عام 1976 قامت السعودية بشراء 16 منظومة من نوع إم آي إم-23 هوك بالإضافة إلى 1458 صاروخ للمنظومة، و60 مدفع مضاد للطائرات ذاتي الحركة من نوع M-163 VADS، ورادار ثابت ومتحرك للإنذار المبكر، وشراء 5 رادارات بريطانية للإنذار المبكر منتشرة في 5 مناطق.
- في عام 1978 قامت السعودية بشراء 62 مقاتلة إف-15 إيغل سي، و 1000 صاروخ جو- جو من نوع إيه آي إم-7 سبارو لتسليح مقاتلات إف-15 إيغل سي.
- في عام 1979 قامت السعودية بشراء 660 صاروخ جو – جو من نوع إيه.آي.إم-9 سايد وايندر لتسليح مقاتلات إف-15 إيغل سي، و8 منظومات كروتال مقطورة بالإضافة إلى 175 صاروخ أر440 للمنظومة. عززت هذه الأسلحة والمعدات من قدرات شبكة الدفاع الجوي في حماية أجواء البلاد من أي محاولة إنتهاك أو اختراق وأصبح الدفاع الجوي السعودي يمتلك منظومة دفاعية متكاملة تضاف إلى قدراته السابقة.[13]

اشتعلت حرب الخليج الأولى عام 1980، وقامت إيران بتهديد دول الخليج بسبب دعمها للعراق؛ حينها أرسلت 4 مقاتلات إف-4 فانتوم الثانية، وقامت القوات الجوية الملكية السعودية بإسقاط مقاتلتين وإصابة ثالثة وتمكنت من الهروب برفقة المقاتلة الرابعة. أدى كل ذلك إلى تحفيز الحكومة السعودية إلى تطوير الشبكة الدفاعية بتوفير أفضل الوسائل الممكنة، وعندها بدأت السعودية بالشروع في برنامج تطوير شبكة الدفاع الجوي بالتعاون مع الولايات المتحدة والمملكة المتحدة وفرنسا وسويسرا ونتج عن هذا التعاون أضخم مشاريع قامت بها السعودية لتطوير شبكة الدفاع الجوي الشاملة وهي مشروع درع السلام، ومشروع اليمامة 1 ومشروع الثاقب. وهي كما يلي:

### مشروع درع السلام
وهو من أشهر المشاريع التي قامت السعودية بها والتي شملت على رادارات محمولة ورادارات أرضية. يحتوي المشروع المتطور جداً على مركز رئيس للقيادة والسيطرة في الرياض و6 قطاعات فرعية للقيادة والسيطرة مرتبطة بالمركز الرئيس ومنتشرة في مناطق عدة بالسعودية. كما أن درع السلام يربط هذا النظام بالردارات الأرضية وأنظمة الاتصال الخاصة بالقوات البرية كما يرتبط بأنظمة اتصال وتبادل معلومات مع أبراج المراقبة للقوات البحرية ومع القطع البحرية ومراكز القيادة في القوات البحرية. هذا وقامت السعودية بشراء أنظمة صاروخية مضادة للطائرات. وشمل هذا التطوير ما يلي:
- في عام 1982 قامت السعودية بشراء 15 مقاتلة إف-5 النمر-2، و10 منظومات إم آي إم-23 هوك بالإضافة إلى 300 صاروخ للمنظومة.
- في عام 1984 قامت السعودية بشراء (12) مقاتلة إف-15 إيغل دي.
- في عام 1986 قامت السعودية بشراء 5 طائرات نظام الإنذار المبكر والتحكم من نوع بوينغ إي-3 سينتري، و 8 طائرات للتزود بالوقود من نوع KE-3A لتعزيز ديمومه وجود طائرات الإنذار المبكر والطائرات المقاتلة، و29 رادار من نوع TPS-43، و17 رادار من نوع TPS-77، و28 رادار من نوع TPS-63.
- في عام 1987 قامت السعودية بشراء (1717) صاروخ جو جو إيه.آي.إم-9 سايد وايندر لتسليح مقاتلات إف-5 وإف-15 إيغل.
- في عام 1989 قامت السعودية بشراء 120 صاروخ إيه آي إم-7 سبارو لتسليح مقاتلات إف-15 إيغل.[14]

### مشروع اليمامة
شمل هذا المشروع الضخم على: 30 طائرة من نوع هوك 60، وفي 1986 قامت السعودية بشراء 24 مقاتلة إعتراضية من نوع بانافيا تورنادو إيه دي في، و48 مقاتلة هجومية من نوع تورنادو، و560 صاروخ جو-جو من نوع سكاي فلاش لتسليح مقاتلات التورنادو.

### مشروع الثاقب
شمل هذا المشروع على: 8 منظومات كروتال بالإضافة إلى 278 صاروخ من نوع أر-440 للمنظومة، و24 منظومة شاهين بالإضافة إلى 550 صاروخ من نوع أر-460 للمنظومة، و10 منظومات إصدار مختلف مقطورة لحماية السواحل بالإضافة إلى 300 صاروخ أر-460 للمنظومة، وفي عام 1989 قامت السعودية بشراء 700 صاروخ محمول من نوع ميسترال.

### المشروع السويسري
في عام 1988 قامت السعودية بشراء (64) رادار سكاي جارد. وكانت هذه الصفقات النقلة النوعية الأبرز للشبكة الدفاعية السعودية المتنوعة من رادارات أرضية ورادارات محمولة جواً ومقاتلات حديثة وأنظمة دفاع جوي متطورة.

### عقد التسعينيات
عندما احتلت العراق دولة الكويت عام 1990 وبدأت طبول الحرب تقرع، أدركت المملكة العربية السعودية خطر الصواريخ البالستية وبدأت بشكل جدي البحث عن أفضل المنظومات المتوفرة لصد خطر هذه الصواريخ، وفي ذاك الوقت كانت المنظومات المضادة للصواريخ نادرة ولم يكن معروف مدى فعاليتها. وقامت المملكة العربية السعودية في هذه المرحلة بشراء منظومات صاروخية مضادة للصواريخ البالستية بالإضافة إلى منظومات دفاعية مضادة للصواريخ الجوالة ومقاتلات متعددة مهام وطائرات حرب إلكترونية وهي كما يلي:
- في عام 1990 قامت السعودية بشراء 10 منظومات إم آي إم-23 هوك بالإضافة إلى 276 صاروخ للمنظومة، و4 منظومات إم آي إم-104 باتريوت بالإضافة إلى 187 صاروخ باك 1 للمنظومة، و6 منظومات كروتال بالإضافة إلى 175 صاروخ أر-440.
- في عام 1991 قامت السعودية بشراء 770 صاروخ جو جو من نوع إيه آي إم-7 سبارو لتسليح مقاتلات إف-15 إيغل سي، و200 صاروخ محمول مضاد للطائرات من نوع ميسترال، و200 صاروخ مضاد للرادارات من نوع آلارم.
- في عام 1992 قامت السعودية بشراء 8 منظومات إم آي إم-104 باتريوت بالإضافة إلى 384 صاروخ باك 2، و72 مقاتلة من نوع إف-15 إي سترايك إيغل.
- في عام 1993 قامت السعودية بشراء 12 منظومة شاهين بالإضافة إلى 341 صاروخ أر-460، و20 طائرة من نوع هوك 65 أي.
- في عام 1994 قامت السعودية بشراء 13 منظومة إم آي إم-104 باتريوت بالإضافة إلى (761) صاروخ باك 2، و48 طائرة من نوع تورنادو.
- في عام 1996 قامت السعودية بشراء 6 رادارات TPS-43، و 8 رادارات TPS-63.
- في عام 1997 قامت السعودية بشراء 2 طائرة SIGINT من نوع RE-3A، و12 رادار TPS-70.
- في عام 1998 قامت السعودية بشراء طائرة SIGINT من نوع RE-3B. وساهمت هذه الأسلحة إلى تعزيز القدرات الدفاعية للسعودية بشتى المجالات وإعطائها قدرات مثالية لصد جميع الأهداف الجوية المختلفة من صواريخ بالستية أو جوالة أو مقاتلات أو مروحيات وغيرها.[15]

### التطوير الحديث
تميزت هذه المرحلة بالتعاون مع العديد من الأطراف إن كانت محلية أو دولية، مع كل من الولايات المتحدة، المملكة المتحدة، فرنسا، ألمانيا، إسبانيا، سويسرا، الصين، السويد، تركيا، وأوكرانيا.
وفي ما يلي أهم المشاريع التي قامت بها السعودية في هذه المرحلة لتطوير قدراتها الدفاعية:
- في عام 2004 قامت السعودية بتطوير نظامي كروتال 2000 وكروتال 4000 إلى كروتال إن جي وشمل التطوير على تطوير إلكترونيات السلاح مثل مقاومة التشويش، وتحسين المعالجات، وتغيير الشاشات، وتغيير الكاميرات الرصد التحت الحمراء وتحسين الأنظمة الكهروبصرية، وإشترت 22 رادار سكاي جارد.
- في عام 2005 قامت السعودية بتطوير درع السلام وهو نظام القيادة والسيطرة والاتصالات والاستخبارات والحرب الإلكترونية والمراقبة والاستطلاع "C3isr" إلى نظام القيادة والسيطرة والاتصالات والاستخبارات والكمبيوتر والمراقبة والاستطلاع "C4isr"، ويوفر هذا النظام قدرة الاتصال للجنود بعضهم ببعض، وقدرة الاتصال للجنود بقيادتهم في الميدان، وقدرة القيادات الميدانية على الاتصال بالقيادة المركزية، وقدرة الاتصال بين أفرع القوات البرية الملكية السعودية فيما بينها، وقدرة الاتصال بين القوات البرية الملكية السعودية والقوات الجوية الملكية السعودية والقوات البحرية الملكية السعودية، وقدرة الرصد والاستطلاع والتصوير والاستشعار لمختلف أفرع القوات المسلحة. بالإضافة إلى ذلك يوفر قدرة الإنذار المبكر ويقوم بإعانة قوات الدفاع الجوي على القيام بمهامها عن طريق الرصد والإنذار المبكر وبإعانة القوات البرية الملكية السعودية عن طريق توفير المعلومات اللازمة عن خطوط العدو وعن طريق الاستطلاع والاستعلام الدقيق. كما يوفر قدرة إعاقة ردارية وحرب إلكترونية ورصد وتنصت عالية وقدرة تنفيذ العمليات التكتيكية وعمليات الإنزال خلف خطوط العدو بواسطة الرصد الدقيق لحركات العدو.
- في عام 2007 قامت السعودية بشراء 4 رادارات TPS-70، وشراء 72 مقاتلة يوروفايتر تايفون. في عام 2009 قامت السعودية بشراء 6 طائرات إيه 330 إم آر تي تي.
- عام 2010 حصلت السعودية على رخصة لإنتاج طائرات بدون طيار للإستطلاع من نوع لونا الألمانية، وإشترت طائرتين نظام رادار (Erieye) للإنذار المبكر والسيطرة. وفي عام 2011 قامت بعقد صفقة ضخمة تشمل شراء 84 مقاتلة إف-15 إس أيه وتطوير 70 مقاتلة إف-15 إيغل محلياً إلى إف-15 إس أيه، وشراء 1000 صاروخ لنظام ميسترال أطلس، وشراء 49 منظومة MPCV للحرس الوطني بالإضافة إلى 800 صاروخ ميسترال، و20 رادار Ground Master-60. وشملت الصفقة على عدد ضخم من الذخائر المتنوعة والأنظمة المتقدمة. وفي عام 2012 قامت السعودية بشراء 9 رادارات TPS-77، و2 طائرة سوبر كينغ إير 350 مخصصة للإستطلاع، وعدد غير محدد من سرية منظومة VL-MICA للحرس الوطني، وشراء 22 طائرة هوك 165. وفي عام 2013 قامت السعودية بشراء 4 سرايا إم آي إم-104 باتريوت بالإضافة إلى 174 صاروخ باك 3، و22 طائرة سيروس إس آر22، وقامت السعودية بتطوير منظومة كروتال 4000 ودمج صاروخ VT-1 للمنظومة. وفي عام 2014 قامت السعودية بتطوير 5 إلى مستوى BLOCK 45-40، وتطوير 88 مقاتلة تورنادو إلى مستوى GR4، وإشترت عدد غير محدد من رادار AESA Giraffe 4A. وفي عام 2015 قامت السعودية بتطوير نظام القيادة والسيطرة والاتصالات والاستخبارات والكمبيوتر والمراقبة والاستطلاع "C4isr" إلى نظام القيادة والسيطرة والاتصالات والاستخبارات والكمبيوتر والمراقبة والاستطلاع وأنظمة القتال "C5isr"، مما ضاعف من قدرات السعودية بشكل كبير، وإشترت السعودية 22 طائرة هوك 165 وعدد غير محدد من سرايا إم آي إم-104 باتريوت بالإضافة إلى 320 صاروخ باك 3، وقامت السعودية بتوقيع إتفاقية لتأسيس شركة سعودية بين شركة تقنية الفضائية وشركة ديجتال قلوب الأمريكية لغرض تصنيع وتسويق مجموعة من الأقمار الاصطناعية الصغيرة المخصصة للاستطلاع بالتصوير الفضائي. وفي عام 2017 قامت السعودية بشراء 10 مناطيد للمراقبة والاستطلاع الجوية من نوع AEROSTAT 74K.

#### نظام المظلة
في عام 2013 تم اختيار شركة تاليس الفرنسية لإنتاج نظام رئيس إلكتروني للدفاع الجوي لصالح القوات الجوية الملكية السعودية عرف باسم المظلة، وهذا النظام يهدف إلى ربط الشورد بالهوك، والباترويوت مع القوات الجوية الملكية السعودية ويتألف من مراكز حرب إلكترونية مع 6 محاور، بالإضافة إلى مركز متحرك لتدريب أفراد على عمليات بطريات الدفاع الجوي شاهين، وكورتال، وهوك، وباترويوت، وأفراد منظومات الحرب الإلكترونية.

#### نظام مسكا
في عام 2009 قامت السعودية بتوقيع إتفاقية مع شركة الألمانية وشركة رايثيون الأميركية ومجموعة تاليس الفرنسية، لإنشاء نظام “مسكا” أو مشروع الحاجز الإلكتروني الحدودي، والذي يعتبر أكبر حاجز الإلكتروني دفاعي في العالم. يحتوي هذا المشروع على رادرات مراقبة للسماء والأرض والبحر طيلة الـ 24 ساعة لمسافة حدودية تفوق الـى 9000 كم، ويملك النظام زوارق مراقبة بحرية، وطائرات من دون طيار، ومراكز قيادة وسيطرة متنقلة ومجموعة هائلة من العتاد والمستشعرات والرادرات ويقفل كامل الحدود السعودية تعمل طيلة الـ 24 ساعة. ويشغل من قبل وزارة الداخلية والفكرة كانت مقتصرة على السياج مع العراق ثم شملت جميع الحدود السعودية فيما بعد.

#### نظام ساموك
في عام 2013 قامت السعودية بإنشاء نظام "SAMOC" أو «ساموك» من إنتاج شركة إيرباص الألمانية، وهو النظام المتكامل الرئيس في الدفاع الجوي والقوات الجوية الألمانية حالياً. دخل الخدمة في 2008 وهو يربط الهوك والباترويوت مع الثنائي شاهين وكورتال وله قدرة على ربط عدة مراكز قيادة وسيطرة دفعة واحده، وله القدرة أن يستخدم البنى التحتية المتطورة من الألياف الضوئية في حال المراكز الثابتة أو الاتصال من خلال TDL في حال التحرك.

## التشكيل

### قيادة الدفاع الجوي
تتولى قيادة قوات الدفاع الجوي مسؤولية تنظيم التشكيلات، وتسليح الوحدات وتدريبها وإعدادها للعمل، والاضطلاع بمهمة تموين ومساندة الوحدات، وتأمين السيطرة الإدارية والعملياتية على كافة تنظيماتها، بما يكفل إنجاز مهمة الدفاع الجوي على الوجه المطلوب. كما تُنفذ قيادة قوات الدفاع الجوي العديد من الأعمال في مجال إنشاء المرافق العسكرية، مثل بناء المجمعات السكنية والمدارس، والمراكز الثقافية، والرياضية، والترفيهية، وغيرها من المرافق العامة والخدمات الضرورية. كما تُرسل الضباط وضباط الصف في بعثات خارجية إلى العديد من الدول، للحصول على مختلف الدورات التخصصية، بجانب عقد دورات تخصصية في معهد قوات الدفاع الجوي، حيث تتوفر الإمكانات الحديثة من وسائل التعليم والتدريب.

### المجموعات والوحدات
تتكون المجموعات والوحدات التابعة لقوات الدفاع الجوي، من المجموعات والوحدات الموزعة في مناطق المملكة العربية الرئيسية، وهي ترتبط مباشرة بقائد قوات الدفاع الجوي.

### قاعدة الإسناد الفني
إن التقدم الهائل في استخدام الإلكترونيات والكمبيوتر أصبح العنصر الأساسي الذي لا مفر منه في جميع الاختراعات الحديثة، مثل الصواريخ والمدافع وغيرها. وعلى الرغم من كفاءة هذه المعدات فنياً، إلا أن العامل البشري لا يزال هو المحرك الأول لهذه المعدات الحديثة، لذا فإن المستخدم لهذه الأجهزة يجب أن تتوافر فيه الكفاءة والمقدرة والمعرفة التامة، وذلك لصيانة الأجهزة والمعدات على أفضل مستوى. كما إن الوحدة المناط بها مسؤولية الصيانة في وحدات قوات الدفاع الجوي هي مركز الصيانة والإمداد الفني في جدة، ومهمته:
1. تقديم المساندة الفنية والصيانة لكافة وحدات قوات الدفاع الجوي.
2. إمداد كافة وحدات قوات الدفاع الجوي بقطع الغيار.
3. تقديم المساندة الفنية المباشرة لوحدات قوات الدفاع الجوي في المنطقة الشرقية.
4. فحص الصواريخ والمعدات سنوياً.
5. تدريب الفنيين على مستويات صيانة الميدان.

### المرافق التعليمية

#### كلية الملك عبد الله
كلية الملك عبد الله للدفاع الجوي هي كلية عسكرية ملكية صدر أمر ملكي بإنشائها في 2 صفر 1419 الموافق 30 مايو 1998. وتهدف إلى تعليم وتأهيل وتخريج ضباط قوات الدفاع الجوي الملكي السعودي برتبة ملازم، حاصل على شهادة البكالوريوس في «العلوم العسكرية دفاع جوي»، ولديه الإستعداد للعمل في أي من منظومات قوات الدفاع الجوي، بعد تزويده بالعلوم العسكرية والمدنية، والمهارات الفكرية والقيادية والبدنية. وتتحمل الكلية النفقات الدراسية وتؤمن للطالب الطعام والملابس والسكن والعلاج ويمنح مكافأة شهرية تعادل نصف الراتب الأساسي لرتبة ملازم. ويمثل منهج الكلية الملكية مجموعة من المعارف والخبرات الموجهة التي تتبناها قيادة قوات الدفاع الجوي لطلاب الكلية كغايات يجب تحقيقها لصالح نموهم ونجاحهم ضباطاً في قوات الدفاع الجوي وذلك من خلال تعليم وتدريب وتأهيل هادف وبتخطيط وتنفيذ وإشراف كلية الملك عبد الله للدفاع الجوي. وحيث أن القوات المسلحة بشكل عام وقوات دفاع الجو الملكي بشكل خاص هي بيئة العمل المستقبلية للمتخرجين من هذه الكلية لذا فقد دأبت قيادة كلية الملك عبد الله للدفاع الجوي على إعداد منهج الكلية لتوضيح أسس ومبادئ المنهج وعناصره التي وصلت في نهاية المطاف إلى تحديد المقررات التعليمية والتدريبية بحيث يتم اختيار المقرر الدراسي بناء على منهجية علمية لتحقيق الهدف العام والأهداف التفصيلية لكل مادة هذا وتسعى الكلية من خلال تطبيق منهج الكلية إلى تحقيق المهارات والسمات المطلوبة في خريجيها ويشمل العلوم العسكرية، وأنظمة الدفاع الجوي، والتدريبات والاداب العسكرية، والدراسات المدنية، واللغة الإنجليزية.

#### معهد الدفاع الجوي
وهي مؤسسة تعليمية ومهمتها الأساسية تأهيل الضباط والأفراد والطلاب المنتسبين لقوات الدفاع الجوي تأهيلاً علمياً، يمكِّنهم من تشغيل أسلحة الدفاع الجوّي وصيانتها، والعمل في جميع مجالات الدفاع الجوّي؛ حتى يكونوا قادرين على تأمين الحماية الجوية للمملكة العربية السعودية. ويتولى قسم التعليم بالمعهد مهمة التخطيط والتنظيم والإشراف على أنشطة التأهيل بالمعهد. وفي قسم التعليم يتزود الدارسون بأرقى ما توصلت إليه أساليب التعليم والتأهيل، من مستويات عالية في التدريبات العسكرية الحديثة، والمعارف والعلوم والتقنية. ويتكون من الأقسام التالية:
1. الإدارة.
2. الأمن.
3. التعليم.
4. التموين.
5. كتيبة الطلاب.
6. قسم التوعية الإسلامية.
7. قسم النشاط الرياضي.
8. قسم الدراسات والتحليل.
9. قسم الشؤون العامة.

#### المركز والمدرسة
يجري فيها تأهيل الطلبة والأفراد المجندين تأهيلاً عسكرياً للخدمة في قوات الدفاع الجوي عن طريق هذه المدرسة، كما تؤهل المدرسة الضباط والأفراد في بعض التخصصات الفنية والإدارية، التي تحتاج إليها قوات الدفاع الجوي.

## العناصر

### الرتب العسكرية
| الرتب              | جندي | جندي أول | عريف | وكيل رقيب | رقيب | رقيب أول | رئيس رقباء | ملازم | ملازم أول | نقيب  | رائد | مقدم | عقيد | عميد | لواء | فريق | فريق أول |
| سابقة تشريفية      |      |          |      |           |      | سعادة    | سعادة      | سعادة | معالي     | معالي |      |      |      |      |      |      |          |
| ------------------ | ---- | -------- | ---- | --------- | ---- | -------- | ---------- | ----- | --------- | ----- | ---- | ---- | ---- | ---- | ---- | ---- | -------- |
| إداري ميداني قتالي | بلا  | ?        | ?    | ?         | ?    | ?        | ?          | ?     | ?         | ?     | ?    | ?    | ?    | ?    | ?    | ?    | ?        |

### الزي العسكري
| الزي العسكري لمنسوبو الدفاع الجوي الملكي | الزي العسكري لمنسوبو الدفاع الجوي الملكي | الزي العسكري لمنسوبو الدفاع الجوي الملكي | الزي العسكري لمنسوبو الدفاع الجوي الملكي | الزي العسكري لمنسوبو الدفاع الجوي الملكي | الزي العسكري لمنسوبو الدفاع الجوي الملكي | الزي العسكري لمنسوبو الدفاع الجوي الملكي | الزي العسكري لمنسوبو الدفاع الجوي الملكي | الزي العسكري لمنسوبو الدفاع الجوي الملكي | الزي العسكري لمنسوبو الدفاع الجوي الملكي | الزي العسكري لمنسوبو الدفاع الجوي الملكي | الزي العسكري لمنسوبو الدفاع الجوي الملكي |
| الزي                                     | القبعة                                   |                                          |                                          |                                          |                                          |                                          |                                          |                                          |                                          |                                          |                                          |
| ---------------------------------------- | ---------------------------------------- | ---------------------------------------- | ---------------------------------------- | ---------------------------------------- | ---------------------------------------- | ---------------------------------------- | ---------------------------------------- | ---------------------------------------- | ---------------------------------------- | ---------------------------------------- | ---------------------------------------- |

## التسليح

### الأنظمة

#### القيادة والسيطرة
يهدف هذا النظام إلى إتاحة الفرصة لقائد قوات الدفاع الجوي لمتابعة أي معركة جوية في أي منطقة من مناطق المملكة، مع إعطاء صورة عامة لحالة وحدات قوات الدفاع الجوي في مختلف أنحاء البلاد. ويتم تأمين القيادة والسيطرة على جميع وحدات قوات الدفاع الجوي آلياً، بعد تحليل الأهداف المعادية ومتابعتها وتحديد أنسب الوحدات للتعامل معها. أيضا يتم تأمين وسائل الإنذار المبكر ووسائل الاتصالات اللازمة، لربط جميع مراكز قوات الدفاع الجوي وترتبط جميع أسلحة قوات الدفاع الجوي بمركز القيادة والسيطرة، الذي يُعد العقل المفكر لهذه الأنظمة لتكون مستعدة لمواجهة أي تهديد من أي اتجاه، ومن أهم مكونات مركز القيادة والسيطرة رادار الاكتشاف، وجهاز السيطرة والتحكم ومجموعة أجهزة الاتصال المختلفة.

#### المجال الصاروخي

##### صواريخ متوسطة المدى
1. نظام الباتريوت: نظام دفاع جوي أمريكي الصنع، أثبت كفاءة عملية في حرب الخليج كسلاح مضاد للطائرات والصواريخ البالستية.
2. نظام الكروتال: وهو نظام دفاع جوي فرنسي الصنع يعمل في جميع الأجواء، ويبلغ مداه من 5000 متر إلى 8500 متر.
3. نظام الشاهين: وهو نسخة خاصة للسعودية من نظام الكروتال.

##### صواريخ فردية المدى
1. صواريخ مضادة للطائرات التي تطير على ارتفاعات منخفضة وتُطلق بواسطة فرد واحد، وهي سهلة الاستخدام وأكثر دقة في إصابة الأهداف. كما تُعد سلاحاً فعّالاً ضد الطائرات المهاجمة. ومن أنواعها صواريخ الاستنجر، والرد، آي وكذلك، صواريخ المستيرال.

#### المجال المدفعي
1. مدفعية مزدوجة من عيار 30 مم، 35 مم م /ط.
2. مدافع الفولكان من عيار 20 مم م/ط.
3. مدافع عيار 40 مم م/ ط.

##### صواريخ فردية المدى
1. صواريخ مضادة للطائرات التي تطير على ارتفاعات منخفضة وتُطلق بواسطة فرد واحد، وهي سهلة الاستخدام وأكثر دقة في إصابة الأهداف. كما تُعد سلاحاً فعّالاً ضد الطائرات المهاجمة. ومن أنواعها صواريخ الاستنجر، والرد، آي وكذلك، صواريخ المستيرال.
2. وهي مجموعة من المدافع والرادارات، تقوم باكتشاف الأهداف، ثم تتبعها وتتعرف عليها، ومن ثم تشتبك معها إن كانت معادية.

##### المدفعية المزدوجة
1. وهي مجموعة من المدافع والرادارات، تقوم باكتشاف الأهداف ثم تتبعها وتتعرف عليها ومن ثم تشتبك معها إن كانت معادية.

##### المدفعية الأرضية:
1. تتكون من مدفع ذى ست سبطانات، وجهاز رادار، وكلها محمولة على عربة ذاتية الحركة، مصممة للدفاع ضد الأهداف الأرضية، والأهداف الجوية المنخفضة الارتفاع.

##### سكاي جارد
1. جهاز مراقبة النيران (سكاي جارد) من الأجهزة الحديثة الصنع، التي تعمل مع المدافع 35 مم، أو صواريخ سبارو، في جميع الظروف الجوية، وضد الأهداف الجوية المنخفضة، والصواريخ الجوية الأرضية. وتتكون البطارية من جهاز رادار قيادة نيران، ووحدتي إطلاق صواريخ، ووحدتي مدافع عيار 35 مم.

### المنظومات
| المنظومة                      | صورة                          | الأنواع                       | المدى                         | بلد الأصل                     | ملاحظات |                               |
| بطاريات صواريخ مضادة للطائرات | بطاريات صواريخ مضادة للطائرات | بطاريات صواريخ مضادة للطائرات | بطاريات صواريخ مضادة للطائرات | بطاريات صواريخ مضادة للطائرات | بطاريات صواريخ مضادة للطائرات | بطاريات صواريخ مضادة للطائرات |
| ----------------------------- | ----------------------------- | ----------------------------- | ----------------------------- | ----------------------------- | --- | ----------------------------- |
| إم آي إم-104 باتريوت          |                               | PAC-2 PAC-3                   | صواريخ متوسطة المدى           | الولايات المتحدة              | [ 17 ] |                               |
| ثاد                           |                               |                               | صواريخ بعيدة المدى            | الولايات المتحدة              | [ 18 ] |                               |
|                               |                               |                               |                               |                               | |                               |
| إم آي إم-23 هوك               |                               | Phase I Phase III             | صواريخ متوسطة المدى           | الولايات المتحدة              | |                               |
| كروتال                        |                               | Crotale NG                    | صواريخ متوسطة المدى           | فرنسا                         | |                               |
| سكاي غارد                     |                               |                               | متوسطة المدى                  | ألمانيا                       | |                               |
| شاهين                         |                               | VT-1 Mk3                      | صواريخ متوسطة المدى           | فرنسا                         | نسخة خاصة من الكروتال للسعودية، ويتميز عن الكروتال في عدة أمور، أهمها أن الجهاز بالكامل محمول على هيكل دبابة أي أم أكس-30، وتحمل كل وحدة إطلاق ستة حاويات بدلًا من أربعة في الكروتال. |                               |
| الرادارات                     |                               |                               |                               |                               | |                               |
| ايه إن/إف بي إس-117           |                               |                               | المدى 470 كم                  | الولايات المتحدة              | |                               |
| ايه إن/تي بي إس-43            |                               |                               | المدى 450 كم                  | الولايات المتحدة              | |                               |
| ايه إن/تي بي واي-2            |                               |                               | المدى 1000 كم                 | الولايات المتحدة              | |                               |
| تي بي إس-77                   |                               |                               | رادار بعيد المدى              | الولايات المتحدة              | [ 19 ] |                               |
| ايه إن/إم بي كيو-53           |                               |                               | المدى 100 كم                  | الولايات المتحدة              | |                               |
| ايه إن/تي بي كيو-36           |                               |                               | المدى 24 كم                   | الولايات المتحدة              | يستخدم من قبل القوات البرية الملكية السعودية. |                               |
| ايه إن/بي بي إس-15            |                               |                               | المدى 3 كم                    | الولايات المتحدة              | يستخدم من قبل القوات البرية الملكية السعودية. |                               |
| ايه إن/تي بي إس-70            |                               |                               | المدى 450 كم                  | الولايات المتحدة              | |                               |
| ايه إن/تي بي إس-63            |                               |                               | المدى 257 كم                  | الولايات المتحدة              | |                               |